# 愛知県道404号小松原二川停車場線
愛知県道404号小松原二川停車場線（あいちけんどう404ごう こまつばらふたがわていしゃじょうせん）は、愛知県豊橋市内を通る一般県道である。

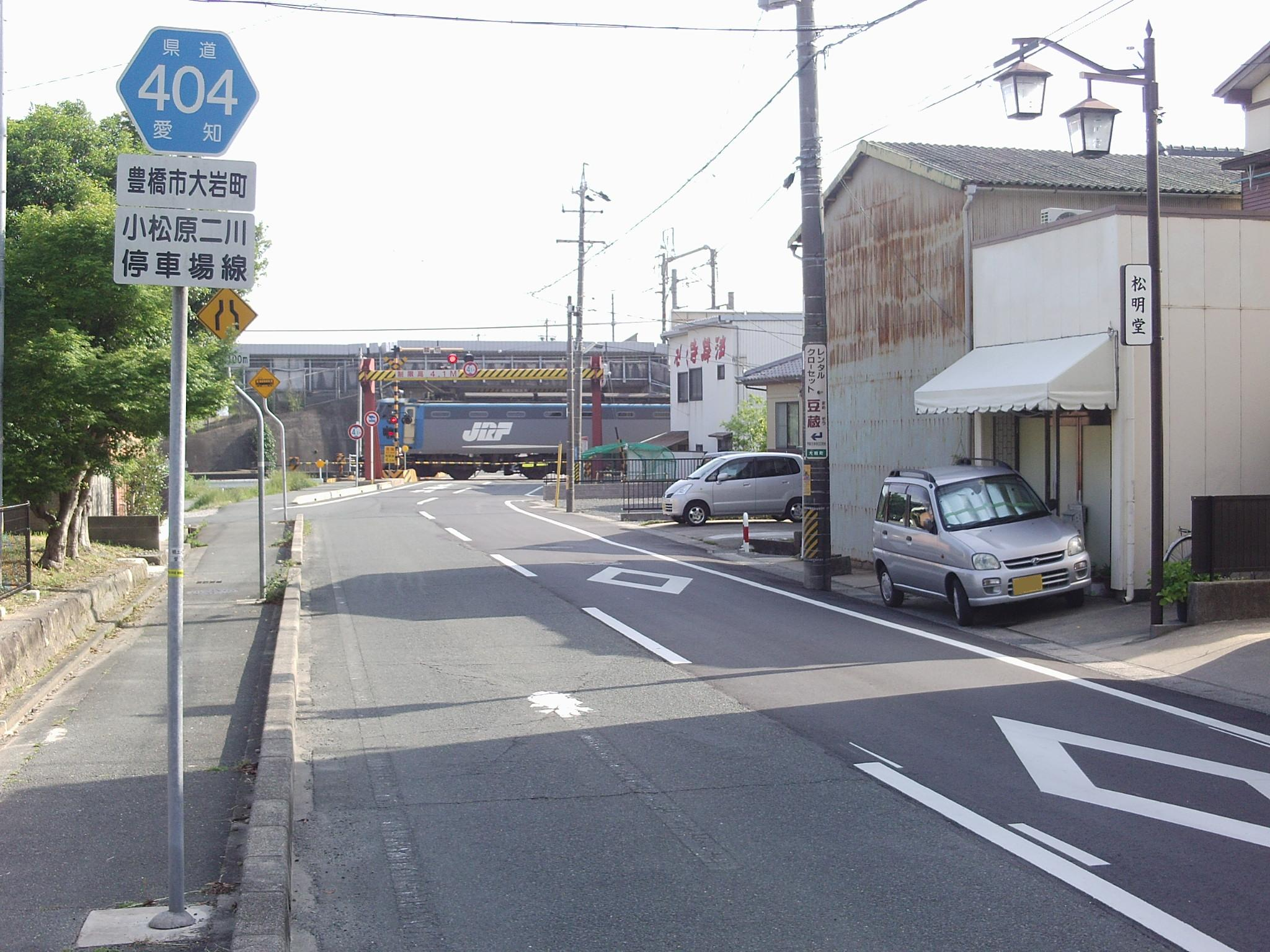
大岩町。踏切道を越えて南下した先は現在の国道1号。

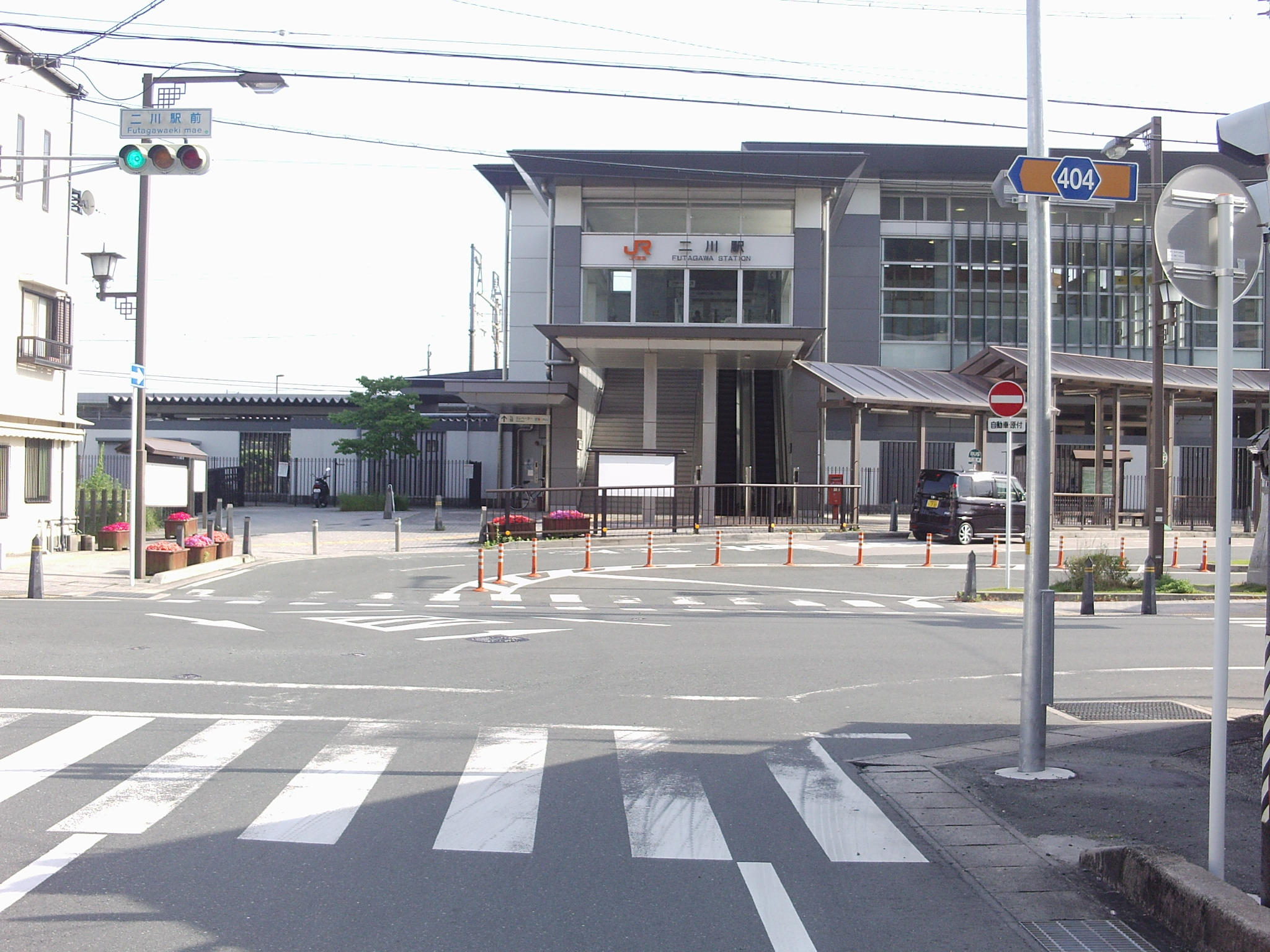
終点JR東海道本線の二川停車場。終点東西は東海道で、二川宿の宿場町。

## 概要

### 路線データ
- 起点：愛知県豊橋市小島町
- 終点：二川停車場
- 総延長：約6.3km

## 沿革
- 1959年12月15日 認定

## 接続する道路
- 国道42号（表浜街道）（豊橋市小島町地内：信号機なし）
- 愛知県道405号小松原小池線（小松原街道）（小沢小学校北西交差点：分岐）
- 国道1号（大岩町曲松交差点）

## 沿線
- コーミ 豊橋工場
- 二川宿
- JR東海道本線 二川駅（北口）